# Andwari

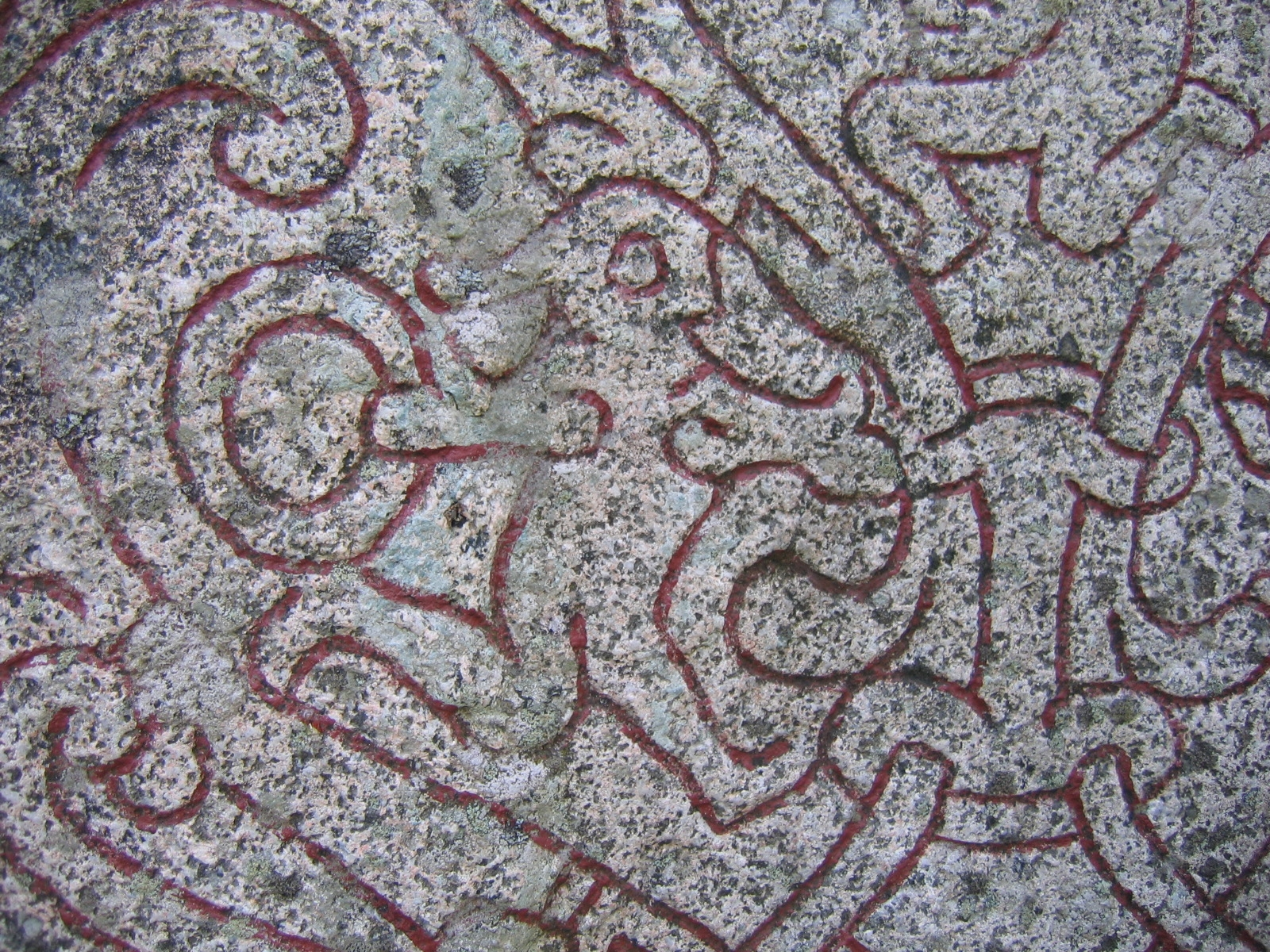
Vielleicht eine Darstellung Andvaris: Runenstein von Drävle

Andwari, auch Andvari oder Andawari, ist ein Zwerg der nordischen Mythologie, der dem Zwerg Alberich aus der Nibelungensage entspricht.

### Lieder-Edda
Die Geschichte des Zwergs Andvari erzählt das Lied Reginsmál, das man auch Sigurðarkviða Fafnisbana önnur nennt und das zu den Heldenliedern der Lieder-Edda gehört. Danach war Andvari der Sohn des Zwergs Oinn, dem eine Norne bei seiner Geburt das Schicksal zuwies, ein Leben im Wasser zu führen. Andvari lebte fortan in einem Wasserfall in der Gestalt eines Hechts. Dort hütete er einen Goldschatz, zu dem der Ring Andvaranaut „Andvaris Gabe“ gehörte. Wie er zu diesem Schatz kam, bleibt unerwähnt.
Eines Tages fing in diesem Wasserfall Otur „Otter“, der die Gestalt eines Otters angenommen hatte, einen Lachs. Als er ihn verspeisen wollte, tötete ihn Loki, der mit Odin und Hœnir unterwegs war, durch einen Steinwurf an den Kopf, um sich des schönen Otterfells zu bemächtigen. Am Abend zeigte er seine Jagdbeute seinem Gastgeber Hreidmar und jener erkannte am Fell, dass sein Sohn ums Leben gekommen war. Daraufhin ließ Hreidmar die Götter festnehmen und forderte Sühne. Als Wergeld wurde bestimmt, dass die Götter Oturs Otterfell innen und außen mit rotem Gold zu bedecken hatten. Loki kehrte daraufhin mit dem Netz Ráns zum Wasserfall Andvaris zurück und fing den Zwerg in Hechtgestalt, von dessen Goldschatz er wusste. Schließlich erpresste er von Andvari das Gold im Austausch gegen dessen Leben. Der Zwerg lieferte Loki alles Gold aus, nur den Ring Andvaranaut versuchte er für sich zurückzubehalten. Doch auch diesen nahm ihm Loki. Da wurde der Zwerg böse und verfluchte den Schatz:
„Þat scal gull, er Gustr átti,

broðrom tveim at bana verða,

oc ǫðlingom átta at rógi;

mun míns fiár mangi nióta.“
„Das Gold, das Gust besaß

wird zwei Brüdern den Tod bringen

und acht Edlen Streit.

Mein Schatz wird niemand nützen.“
– Reginsmál 5
Dann zog sich Andvari in einen Stein zurück. Steine gelten neben dem Erdreich als Heimstätte der Zwerge. Über sein weiteres Schicksal wird nichts berichtet. Im weiteren Verlauf des Geschehens erfüllt sich sein Fluch.
In der Völuspá wird Andvari auch im Dvergatal als Zwerg unter der Führung Dvalins genannt. Allerdings nur in den Völuspá-Zitaten der Prosa-Edda. In den Völuspá-Textvarianten des Hauksbók und des Codex Regius wird er nicht erwähnt.

### Prosa-Edda
Der Mythos Andvaris ist ebenso Gegenstand des Skáldskaparmáls, der Sprache der Dichtkunst von Snorri Sturluson, um die Bedeutung der Heiti Otterbuße für Gold zu erklären. Im Unterschied zum Reginsmál scheint Loki, Otur nicht am Wasserfall Andvaris zu töten, da Odin Loki nach Schwarzalbenheim sendet, um dort das Gold Andvaris zu holen. Ebenso wird Ráns Netz beim Fischfang nicht erwähnt. Des Weiteren verflucht Andvari nicht den Schatz an sich, sondern „nur“ den Besitzer des Rings:
„En dvergrinn mælti,

at sá baugr skyldi vera hverjum höfuðsbani,

er ætti.“
„Aber der Zwerg sprach,

daß der Ring jedem den Tod bringen solle,

der ihn besitze.“
– SNORRI STURLUSON: Prosa-Edda: Skáldskaparmál 39

### Sonstige Zeugnisse
Die Völsunga saga erzählt Andvaris Geschichte vergleichbar zur Lieder- und Prosa-Edda. Sie gibt jedoch dem Wasserfall den Eigennamen Andvarafors „Andvaris Wasserfall“. Verflucht werden der Ring und der Goldschatz.
In den Þulur wird Andvari sowohl als Heiti für den Fisch als auch für den Zwerg angegeben.

## Rezeption

### Etymologie
Den Namen von Andvari, altnordisch Andvari, übersetzt man zumeist mit „der Vorsichtige“, ausgehend von altnordisch andvari „Furcht, Wachsamkeit“. Doch kann man den Namen auch von altnordisch önd und verja ableiten, mit der Bedeutung „Lebensschützer“. Gelegentlich wird auch vertreten, dass sich sein Name von sanftem Wind herleite, vergleiche neuisländisch andvari „Vorsicht, sanfter Wind“.

### Wesensnatur
Andvari wird sowohl als Zwerg als auch als Hecht beschrieben. Wahrscheinlich ist, dass es sich nur um eine vorübergehende Gestaltveränderung handelt und Andvari kein Mischwesen ist. Die Vorstellung von Mischwesen ist dem Nordischen fremd. Diese Gestaltwandel sind möglicherweise später Ausdruck schamanistischer Glaubenswelten, die Transformation, Jenseitsreisen, animistische oder totemistische Vorstellungen beinhalten.

### Gleichsetzung mit Alberich
Der Mythos von Andvari gehört zum Sagenkreis von Sigurð, dem Drachentöter, der nordischen Übertragung der Sagen um Siegfried dem Drachentöter. Der Zwerg Andvari entspricht damit dem Zwerg Alberich der Nibelungensage.